# Virginia Fábregas
Virginia Fábregas García (Oacalco, Morelos, 19 de septiembre de 1871-Ciudad de México, 17 de noviembre de 1950) fue una actriz mexicana considerada como una diva del teatro a principios del siglo XX, se le conoció como la "Sarah Bernhardt mexicana". Y participó en la Revolución Mexicana

## Biografía
Virginia Fábregas García nació en Yautepec, Morelos, el 19 de septiembre de 1871 y fue bautizada el 21 de octubre. Fue hija del español Ricardo Fábregas y de la mexicana Úrsula García. Se trasladó a Campeche en donde vivió parte de su infancia. El dueño de la Hacienda de Apanquetzalco primera hacienda que Hernán Cortés mandó construir para su esposa Doña Juana de Zúñiga, que tiempo después pasó a manos de Luis Pérez Palacios, quien mandó construir el primer teatro en el Estado de Morelos quiso llamarlo Virginia Fábregas pero la actriz no aceptó y le puso el nombre de su esposa AURORA y fue ahí donde la actriz, tuvo sus primeras experiencias artísticas.
En la Ciudad de México ingresó a la Escuela Normal y se tituló como profesora en 1896. Se inscribió en la Academia Nacional de Bellas Artes. Trabajó como ayudante en la Escuela de Sordomudos.
En 1891, participó en una obra benéfica en el Asilo de Mendigos en el Teatro Nacional de México al recitar el monólogo Día completo de Eusebio Blanco. En 1892, a la edad de veintiún años, debutó profesionalmente en la comedia Divorciémonos del dramaturgo francés Victorien Sardou. Su desempeño como actriz, la hizo destacar y ser popular. Realizó giras en América Latina y Europa.

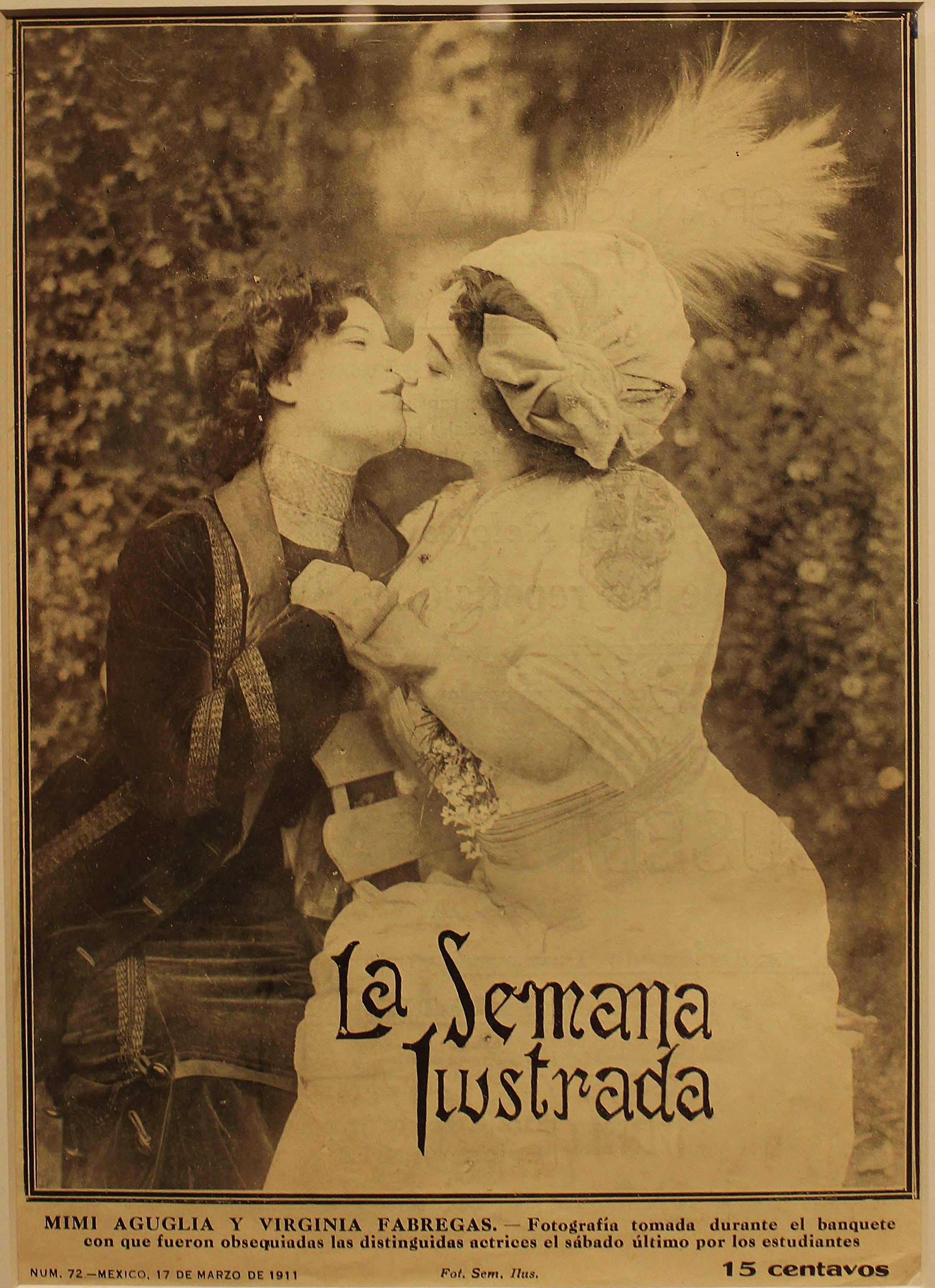
Mimi Auguglia y Virginia Fábregas en 1911.

En los primeros años de su carrera logró formar su propia compañía de teatro. En la antigua ubicación del teatro Renacimiento, construyó su propio teatro y a la inauguración asistió el presidente Porfirio Díaz. 
Fue esposa del actor y director Francisco Cardona. Su nuera fue la actriz Fanny Schiller (1901-1971). Su nieto fue Manuel Sánchez-Navarro Schiller (Manolo Fábregas) (1921-1996) quién también destacaría como actor, su bisnieto es el actor Rafael Sánchez-Navarro. Su tataranieta es la también actriz, Cassandra Sánchez-Navarro.
Virginia Fábregas murió a la edad de 79 años en la Ciudad de México el 17 de noviembre de 1950, sus restos fueron inhumados en la Rotonda de las Personas Ilustres por orden del presidente Miguel Alemán Valdés. Existe un teatro en la Ciudad de México que lleva su nombre. La Asociación Nacional de Actores institucionalizó la entrega de la Medalla Virginia Fábregas en su honor. Su nieto y su bisnieto han sido acreedores al galardón.
Virginia tuvo un hijo con Manuel Sánchez-Navarro Osío cuando éste aún estaba casado con María Paz García-Teruel Manso. El hijo de Manuel y Virginia: Manuel Sánchez-Navarro Fábregas (1892-1969) compartía parientes con los Vizcarra García-Teruel que a su vez estaban ligados a los Marqueses de Pánuco. Los Marqueses a su vez compartían parentesco con los Cañedo que también estaban ligados a los Vázquez Schiaffino. Estos Vázquez Schiaffino están ligados a los Corona y Michel.

## Estudios

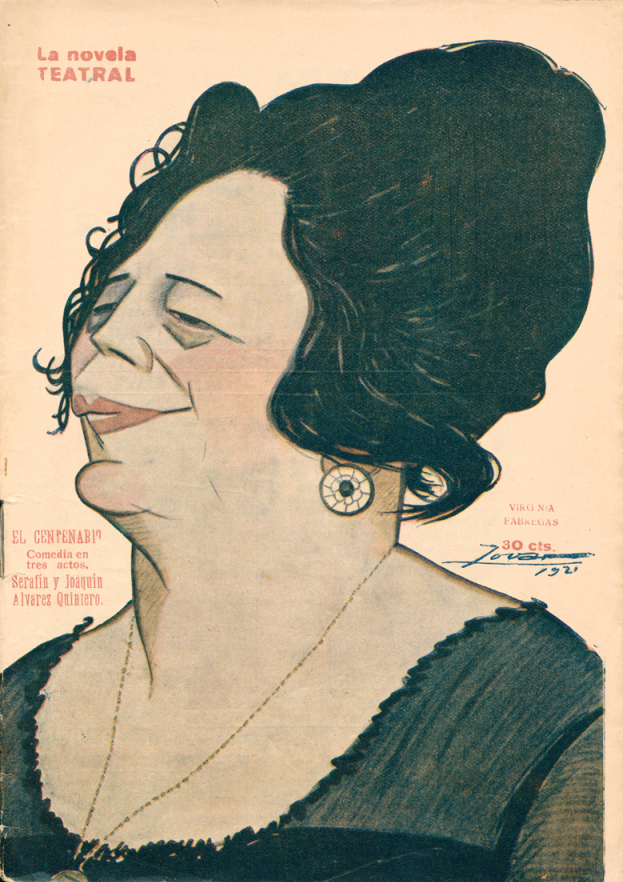
Caricaturizada por Tovar (1921)

Viajó a la Ciudad de México e ingresó a la Escuela Normal logrando titularse como profesora en 1896. Se inscribió en la Academia Nacional de Bellas Artes. Trabajó como ayudante en la Escuela de Sordomudos.

## Trayectoria
En 1891, participó en una obra benéfica en el Asilo de Mendigos en el Teatro Nacional de México al recitar el monólogo Día completo de Eusebio Blanco. En 1892, a la edad de veintiún años, debutó profesionalmente en la comedia Divorciémonos del dramaturgo francés Victorien Sardou.
Su desempeño como actriz, le permitió destacar rápidamente alcanzando una gran popularidad. Realizó giras en América Latina y Europa.
Sus interpretaciones más sobresalientes fueron durante las representaciones de La dama de las camelias, Fedora, La mujer X, Doña Diabla y Quo vadis?
Incursionó en el cine entre 1931 y 1945 en las películas La fruta amarga, La sangre manda, La casa de la zorra Sobre la base de su trayectoria artística, el gobierno de Francia le otorgó el Premio de las Palmas Académicas, así como el Reconocimiento al Mérito Civil.

## Empresaria

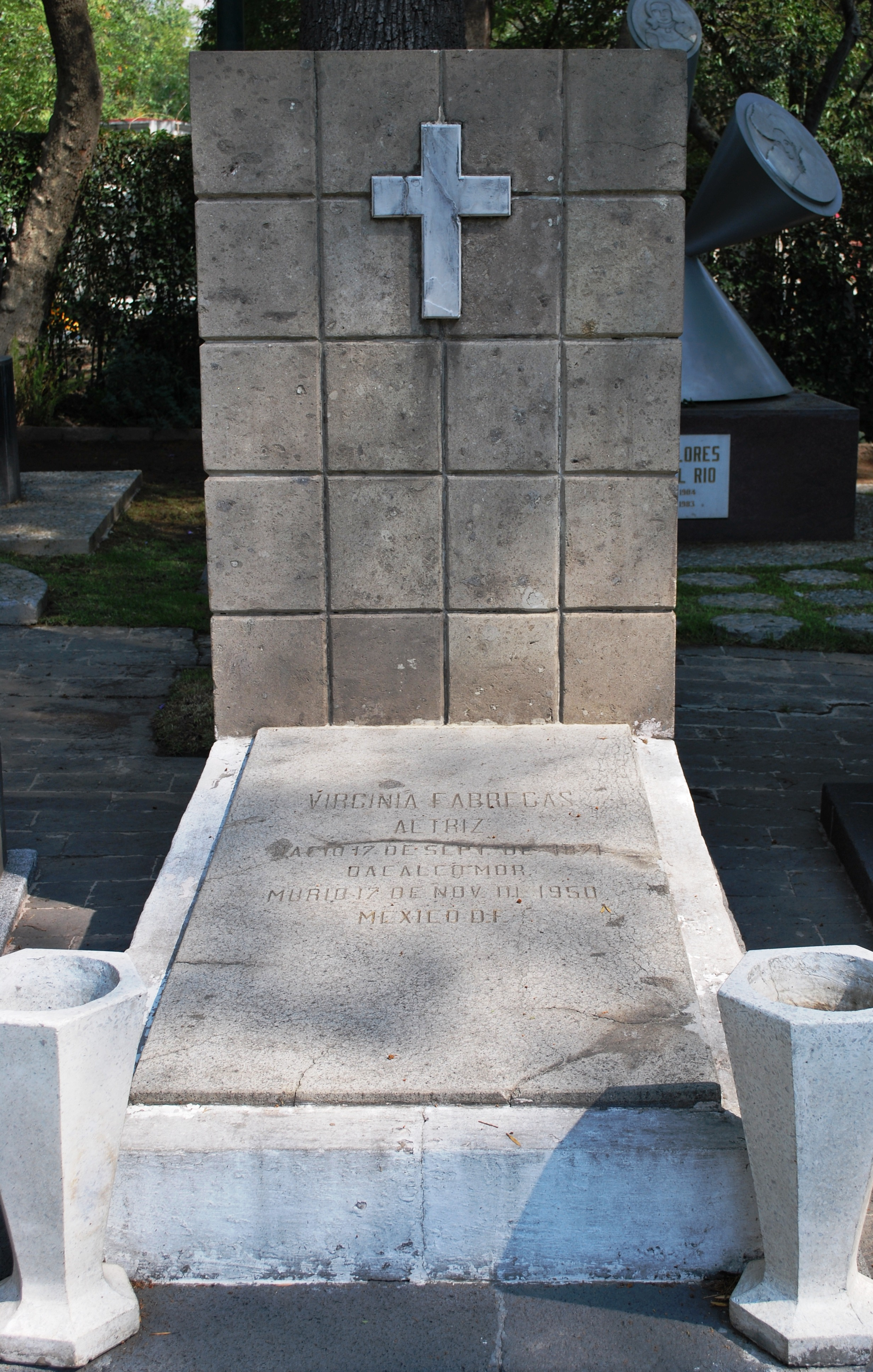
Sepulcro de Virginia Fábregas en la Rotonda de las Personas Ilustres (México).

En los primeros años de su carrera logró formar su propia compañía de teatro. En la antigua ubicación del teatro Renacimiento, construyó su propio teatro y a la inauguración asistió el presidente Porfirio Díaz.
Entabló amistad con Luis G. Urbina, José Juan Tablada, Justo Sierra, Jesús Urueta y Amado Nervo. 
Fue esposa del actor y director Francisco Cardona. Su nuera fue la actriz Fanny Schiller. Su nieto fue Manolo Fábregas quien también destacaría como actor, su bisnieto es el actor Rafael Sánchez Navarro.
Virginia Fábregas murió a la edad de 79 años en la Ciudad de México el 17 de noviembre de 1950, sus restos fueron inhumados en la Rotonda de las Personas Ilustres por orden del presidente Miguel Alemán Valdés. Existe un teatro en la Ciudad de México que lleva su nombre. La Asociación Nacional de Actores institucionalizó la entrega de la Medalla Virginia Fábregas en su honor. Su nieto y su bisnieto han sido acreedores al galardón.